# Осман Нури Топбаш
Шейх Осман Нури Топбаш (тур. Osman Nuri Topbaş; род. 21 января 1942, Стамбул, Турция) — турецкий учёный ханафитского мазхаба, духовный наставник и богослов. Является 36-м духовным звеном в золотой цепи преемственности шейхов тариката Накшбандия-Муджадидийя, ветви Халидийя.

## Биография
Осман Нури Топбаш родился в Стамбуле в районе Эренкёй в 1942 году. Его отец Муса Топбаш, а мама Фатма Феридэ ханум. В 1953 году поступил в лицей имам-хатыбов в г. Стамбул. После завершения обучения в лицее имам-хатыбов долгие годы частным образом получал религиозное образование у признанных учёных-богословов своего времени: М. Джалялетжина Октена тур. M. Celaleddin Ökten, Махира Иза тур. Mahir İz, Нуреддина Топчу тур. Nureddin Topçu и др. Но основную роль в становлении его личности и духовном воспитании сыграл отец и одновременно муршид Муса Топбаш, имевший непререкаемый авторитет духовного наставника среди тысяч мусульман благодаря своим высоким нравственным качествам и глубокому знанию религии. Осман Нури Топбаш вырос в чистой и возвышенной атмосфере духовности этого незаурядного человека и после ухода отца стал продолжателем его пути, то есть сам стал муршидом Накшбандийского тариката
1962 служба в рядах Турецкой армии. В 1990 году начал писательскую деятельность. Его книги переведены на многие языки мира, в том числе и на русский.

## Книги на русском языке
- Последний вздох
- Ислам Вера Поклонение
- История Пророков — 1
- История Пророков — 2
- История Пророков — 3
- Пророк Мухаммад Мустафа — 1
- Пророк Мухаммад Мустафа — 2
- Преданность
- Люди эпохи Благоденствия
- Благословенный семейный очаг
- Несравненная личность Мухаммад Мустафа
- Беседы и наставления
- Беседы с духовным наставником
- Самый любимый человек Мухаммад Мустафа
- Созвездие праведных халифов
- Вакф Благотворительность Служение
- Кувшин Воды
- На пике цивилизаций (от эпохи посланника до наших дней)
- Путь сердца
- Расточительство — Аудио CD
- От Имана к Ихсану Тасаввуф
- Хадж и Умра
- Наставление Идущим
- 101 Шаг В Образовании И Воспитании
- Испытание мусульман деньгами
- Таинство и мудрость
- 101 правило служения
- Размышление о создателе, вселенной и человеке
- Философия — затмение разума

В 2014 году часть его книг были признаны экстремистскими и запрещены в России.

## Золотая цепь преемственности Накшбандийского тариката до Осман Нури Топбаша
- 1) Пророк Мухаммад,
- 2) Абу Бакр Ас-Сыддик
- 3) Салман Аль-Фариси бин Муса
- 4) Касим бин Мухаммад бин Абу Бакр
- 5) Джафар Ас-Садик
- 6) Абу Язид Аль-Бастами
- 7) Абульхасан Аль-Харкани
- 8) Саййид Абу Али Аль-Фармади
- 9) Юсуф Хамдани
- 10) Абдульхалик Аль-Гуджувани
- 11) Ариф Ар-Ривкири ибн Исмаил
- 12) Махмуд Инджир Фагнави
- 13) Али Рамитани
- 14) Мухаммад Баба Ас-Симаси
- 15) Сайид Амир Кулаль
- 16) Бахауддин Мухаммад Накшбанди Аль-Бухари
- 17) Аляуддин ибн Мухаммад Атари Мухаммад ибн Мухаммад Аль-Бухари
- 18) Сайид Якуб аль-Чархи
- 19) Убайдулла Аль-Ахрари
- 20) Мухаммад Захид Ас-Самарканди
- 21) Дервиш Мухаммад
- 22) Хаваджа Мухаммад Аль-Амканаки
- 23) Мухаммад Аль-Бакий
- 24) Ахмад Ас-Серхинди Аль-Фаруки
- 25) Мухаммад Масум
- 26) Сайфуддин Абубаракат Ахмад
- 27) Мухаммад Бадавини Сайид Нур
- 28) Хабибуллах Джан Джанан аль-Мазхар
- 29) Абдуллах Дахляви
- 30) Мухаммад Халид Зияуддин Багдади[5]
- 31) Таха аль-Хаккари
- 32) Таха аль-Харири
- 33) Мухаммад Ас’ад Эрбили
- 34) Рамазаноглу Махмуд Сами Эфэнди
- 35) Топбашзаде Муса Эфенди (Муса Топбаш)
- 36) Осман Нури Топбаш